# Robb Reiner
Robb Reiner (Toronto, 22 de abril de 1958) es un músico y pintor canadiense, reconocido por ser el baterista y uno de los fundadores de la agrupación de heavy metal Anvil.

## Carrera

### Inicios
Reiner nació en Toronto, Ontario, en 1958. En su adolescencia conoció al cantante y guitarrista Steve Kudlow, apodado "Lips", con quien inició una fuerte amistad a comienzos de la década de 1970.

### Anvil
Con Kudlow fundó la agrupación de heavy metal Anvil en 1978. Reiner se encargó de la batería y Lips de la guitarra y la voz principal, acompañados por el guitarrista Dave Allison y el bajista Ian Dickson. La banda publicó cinco álbumes de estudio en la década de 1980, y aunque gozó de cierta popularidad (especialmente con el álbum Metal on Metal y la canción homónima), no pudo lograr afianzarse como otras bandas del mismo género.
Reiner ha permanecido en el seno de la banda junto a Lips desde su fundación, siendo además uno de los principales compositores.

### Otros proyectos
Además de la música, Reiner se ha desempeñado como pintor. Sus obras obras se han exhibido en importantes galerías de Canadá.
El músico hizo parte del documental Anvil! The Story of Anvil, en el que relata sus inicios, el declive de su banda en la década de 1990 y el resurgimiento de la misma a finales de la década de 2000. En el documental también presenta algunas de sus pinturas.

## Discografía

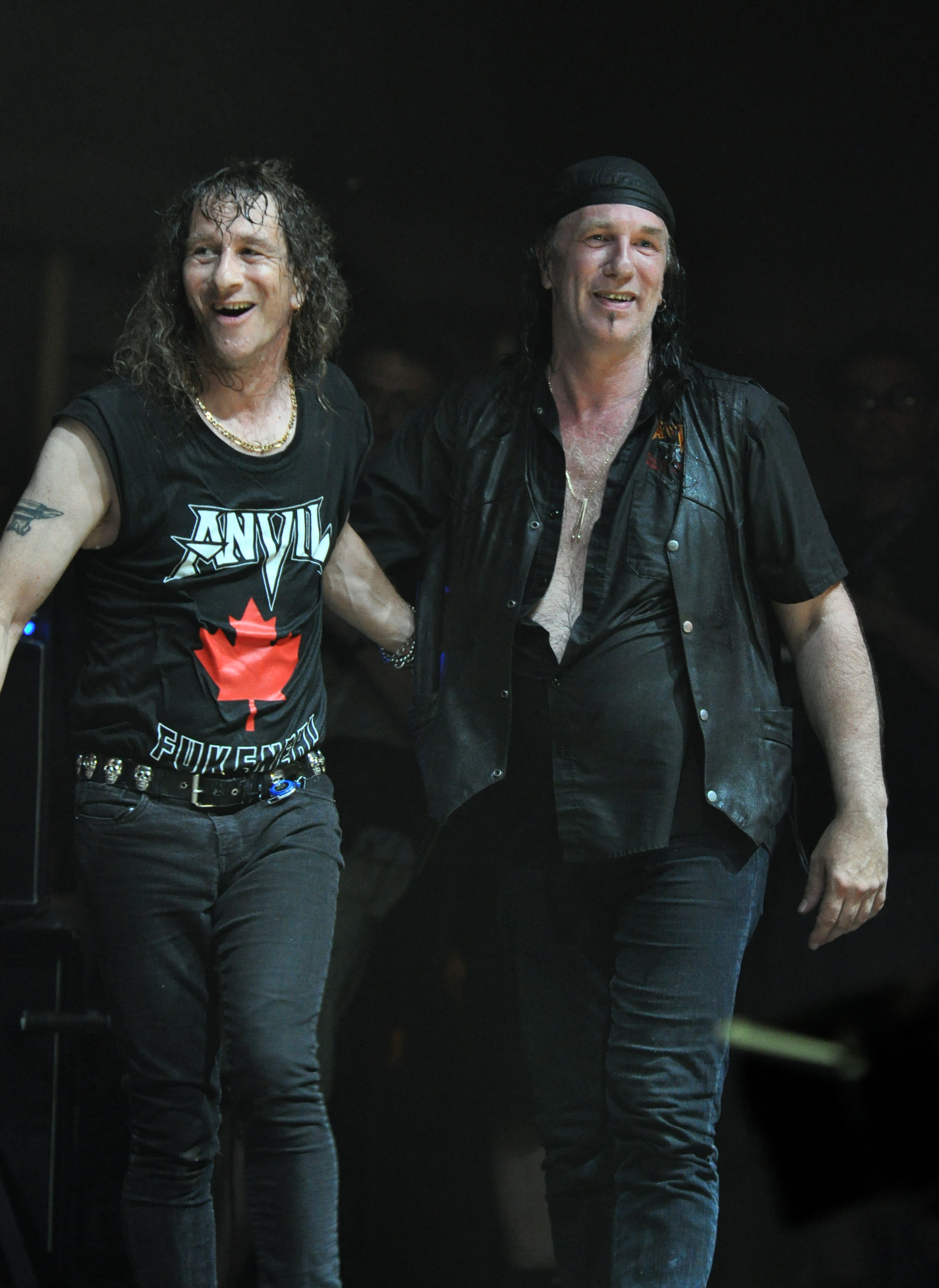
Robb Reiner (derecha) y Steve Kudlow en vivo con Anvil en 2013.

### Con Anvil
- Hard 'n' Heavy (1981)
- Metal on Metal (1982)
- Forged in Fire (1983)
- Strength of Steel (1987)
- Pound for Pound (1988)
- Worth the Weight (1992)
- Plugged in Permanent (1996)
- Absolutely No Alternative (1997)
- Speed of Sound (1999)
- Plenty of Power (2001)
- Still Going Strong (2002)
- Back to Basics (2004)
- This Is Thirteen (2007)
- Juggernaut of Justice (2011)
- Hope in Hell (2013)
- Anvil Is Anvil (2016)
- Pounding the Pavement (2018)